# Þórisjökull
De Þórisjökull is een 33 km² grote gletsjer in het westen van IJsland, gelegen tussen de gletsjers Langjökull en de vulkaan Ok. Het hoogste punt ligt op 1350 meter. Tussen de Þórisjökull en de Ok ligt de Kaldidalur (Koude dal) hoogvlakte. Vroeger maakte de Þórisjökull deel van de Langjökull uit, maar wordt daar nu door het Þórisdalur van gescheiden, een dal dat in de saga van Grettir de Sterke een belangrijke rol speelt.